# Río Amarillo
El río Amarillo (en chino, 黄 河; pinyin, Huáng Hé) es un largo río del centro de China que fluye principalmente en dirección este, a través de las provincias de Qinghai, Gansu, Henan, Shandong, Shanxi y Shaanxi, y las regiones autónomas de Mongolia Interior y Ningxia, hasta desaguar en el mar de Bohai. Tiene una longitud de 5464 km, que lo sitúa como el sexto río más largo del mundo, por detrás del Amazonas, Nilo, Yangtsé, el Misisipi-Misuri y el Yeniséi-Angará.
Originario de las montañas de Bayan Har, en el oeste de China, fluye a través de siete provincias —Qinghai, Gansu, Shaanxi, Shanxi, Henan y Shandong— y dos regiones autónomas —Ningxia y Mongolia Interior— y desemboca en el mar de Bohai. La cuenca del río Amarillo tiene una extensión de 750 000 km².
Históricamente, es el río más importante de China y en su cuenca se han descubierto numerosos yacimientos arqueológicos que demuestran la presencia humana ininterrumpida desde la prehistoria. En torno a él, en la llanura del Norte de China, surgió la civilización de los han, el principal grupo étnico del país, cuyo territorio se iría expandiendo después hacia el sur. El río Amarillo es considerado por ello «la cuna de la civilización china», ya que su cuenca —en concreto, el valle del río Wei que corta a través del largo meandro de Ordos— fue la cuna de las antiguas civilizaciones chinas y la región más próspera de la temprana historia de China. Sin embargo, las frecuentes y devastadoras inundaciones y los cambios de rumbo producidos por la elevación continua del lecho del río, a veces por encima del nivel de los campos circundantes, también le han servido para ser llamado la «Tristeza de China» y «Azote de los hijos de Han».
En 2019, el río alimentaba a aproximadamente el 12 % de la población de China, y soportaba el 14 % del PIB nacional, suministrando agua a más de 60 ciudades. Contaba además con 15 presas hidroeléctricas y regaba 8 millones de hectáreas.
Su nombre se debe a la gran cantidad de materiales en suspensión que arrastran sus turbulentas aguas, lodos y loess —partículas de arena muy finas, con predominio de cuarzo—, que le dan su característico color, además de las partículas en suspensión que provienen de la multitud de cultivos de maíz alrededor del cauce a lo largo de cientos de kilómetros en su curso medio.

## Etimología
La temprana literatura china se refiere al río Amarillo simplemente como 河 (en chino antiguo: *C.gˤaj), un carácter que ha llegado a significar simplemente «río» en el uso moderno. La primera aparición del nombre 黄河 (en chino antiguo: *N-kʷˤaŋ C.gˤaj; chino medio: Hwang Ha<re/>) se encuentra en el Libro de Han escrito durante la dinastía Han Occidental (206 a. C.-9 d. C.). El epíteto «amarillo» describe el color perenne del agua turbia en el curso inferior del río, que es debido al loess que acarrea aguas abajo. Otra historia, cuenta que, el dragón K'au-fu intentó atravesar el cielo montado en uno de los diez soles, al mediodía el dragón se desplomó en el primer río que vio. Y se bebió hasta la última gota, no quedó más que un largo lecho de barro amarillo.
Uno de los nombres más antiguos en mongol era el de río Negro, ya que corre claro antes de su entrada en la meseta de Loes, pero el nombre actual del río entre los habitantes de Mongolía Interior es Ȟatan Gol (Хатан гол), "río Reina"). En la propia Mongolia, se le llama simplemente Šar Mörön (Шар мөрөн, "río Amarillo").
En Qinghai, el nombre tibetano del río es «río del Pavo Real» (en tibetano: རྨ་ཆུ, wylie: Ma Chu; en chino tradicional, 玛 曲; en chino simplificado, 玛 曲; pinyin, Mǎ Qū).

## Historia

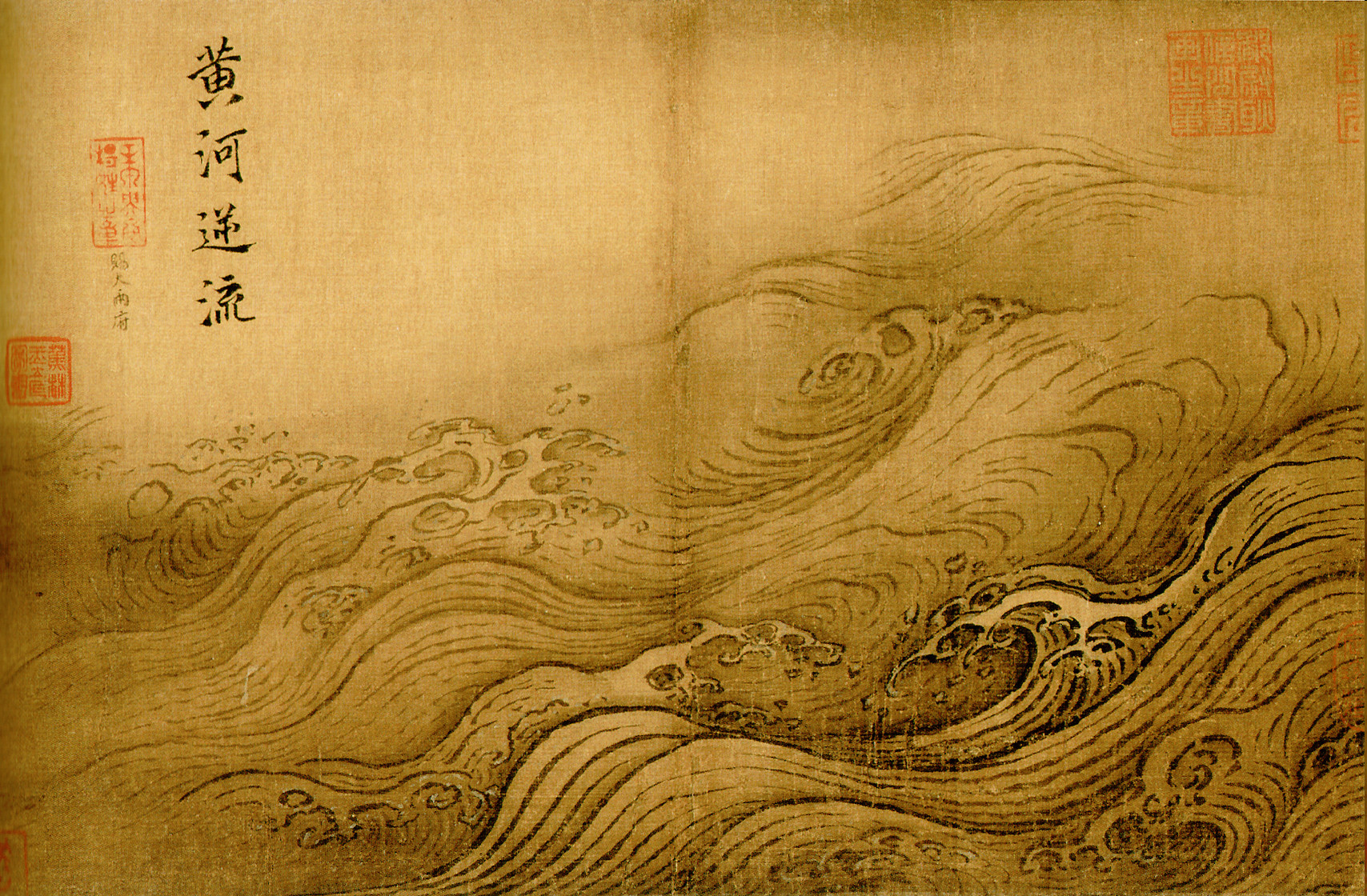
El río amarillo rompe su curso, obra de Ma Yuan (1160–1225), Dinastía Song.

Durante más de 3000 años, varias dinastías de la historia china construyeron sus capitales en la cuenca del río, convirtiendo a la región en “el centro de la política, la economía y la cultura del país”.

### Edad Antigua

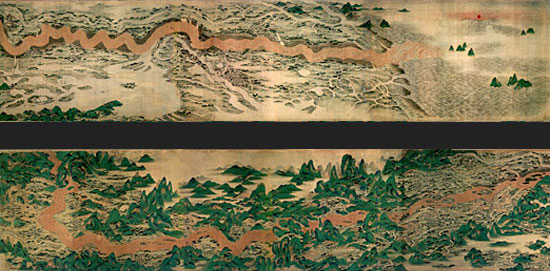
El río Amarillo, como se representa en un mapa ilustrado dinastía Qing (secciones).

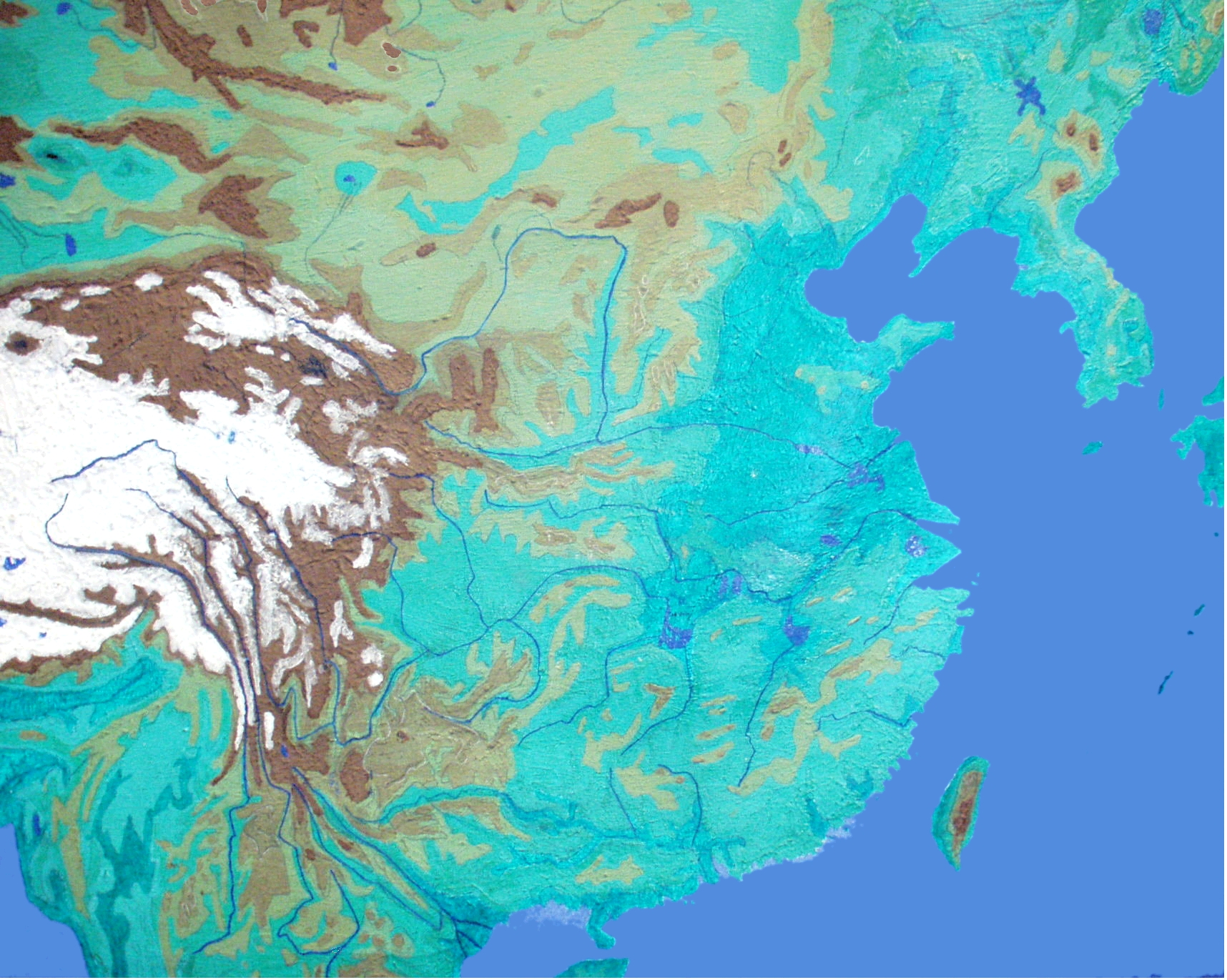
Un mapa de principios del de China representa el curso del río Amarillo (en azul en la parte superior del mapa).

El Emperador amarillo, considerado uno de los antepasados comunes de todos los chinos, nació en la ciudad de Xinzheng, a orillas del río Amarillo, hace más de 4000 años.
Algunos mapas históricos del período de las Primaveras y Otoños y de la Dinastía Qin reflejan que el río Amarillo en esas épocas discurría considerablemente al norte de su curso actual. Esos mapas muestran que después de que el río superase la ciudad de Luoyang, fluía a lo largo de la frontera entre las actuales provincias de Shanxi y Henan, y luego continuaba a lo largo de la frontera entre las de Hebei y Shandong, para desembocar finalmente en la bahía de Bohai, cerca de la actual Tianjin. Otra desembocadura del río seguía esencialmente el curso actual.
El río dejó estos cursos en el año 602 a. C. y cambió completamente al sur de la península de Shandong. El sabotaje de diques, canales y embalses, y las inundaciones deliberadas provocadas por los estados rivales, se convirtieron en una táctica militar habitual durante el período de los Reinos Combatientes. Hay acreditadas una gran inundación en el año 11 a. C. —a la que se le atribuye la caída de la dinastía Xin, de corta duración— y otra en el año 70 d. C., cuando el río volvió al norte de Shandong, en esencia, al curso actual.

### Edad Media
En 923, Tuan Ning, un general Liang desesperado, volvió a romper los diques, inundando unos 2600 km² de tierras en un intento fallido de proteger la capital Liang de la dinastía Tang tardía. Una propuesta similar del ingeniero Song Li Chun para inundar las partes bajas del río y así proteger las llanuras centrales de los Khitai fue revocada en 1020: el Tratado de Shanyuan entre los dos estados había prohibido expresamente a los Song establecer nuevos fosos o cambiar el curso del río.
Las rupturas se produjeron a pesar de todo: una en 1034, en Henglong, dividió el curso en tres e inundó repetidamente las regiones del norte de Dezhou y de Bozhou (Song). Los Song trabajaron inútilmente —con más de 35 000 empleados, 100 000 reclutas, y 220 000 toneladas de madera y bambú en un solo año— durante cinco años intentando restablecer el curso anterior antes de abandonar el proyecto en 1041. El entonces más lento río causó una brecha en Shanghu que ocasionó que la salida principal fuera al norte hacia Tianjin en 1048 y que en 1194 bloquease la desembocadura del río Huai.
Una inundación en 1344 devolvió el río Amarillo al sur de Shandong. El curso volvió a cambiar en 1391, cuando el río inundó desde Kaifeng hasta Fengyang, en Anhui. Fue finalmente estabilizado por el eunuco Li Xing durante las obras públicas que siguieron a la inundación de 1494.
La inundación de 1642 fue provocada por el hombre, en un intento del gobernador Ming de Kaifeng de destruir a los campesinos rebeldes, liderados por Li Zicheng, que sitiaban la ciudad desde hacía seis meses. Dirigió a sus hombres para romper los diques y ahogar a los rebeldes, pero en su lugar destruyó su propia ciudad: la inundación, la hambruna y la peste que siguieron, se estima que mató a unas 300 000 personas de una ciudad que contaba entonces con 378 000 habitantes. La hasta entonces próspera ciudad fue casi abandonada hasta su reconstrucción bajo el emperador Kangxi de la dinastía Qing.

### Edad Contemporánea

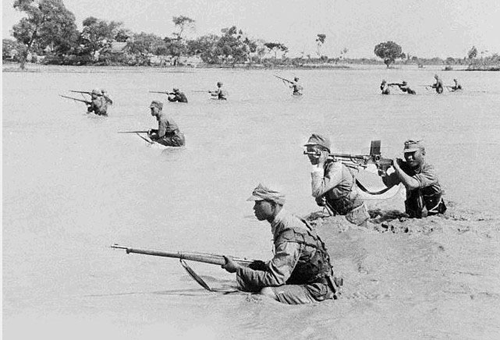
Soldados durante la inundación de 1938 del río Amarillo.

En 1851, 1853 y 1855, el río volvió de nuevo hacia el norte en medio de las inundaciones que provocó la Rebelión Nian (1851–1868). La inundación de 1887 se ha estimado que mató entre 900 000 y 2 000 000 personas, y está considerado el segundo peor desastre natural en la historia (salvo hambrunas y epidemias). El río Amarillo adoptó esencialmente su curso actual durante la inundación de 1897.
La inundación de 1931 se estima que mató entre 1 000 000 y 4 000 000 de personas, y es el peor desastre natural registrado salvo hambrunas y epidemias.
El 9 de junio de 1938, durante la segunda guerra sino-japonesa, las tropas nacionalistas de Chiang Kai-Shek rompieron una vez más los diques que retenían el río cerca de la aldea de Huayuankou, en Henan, causando lo que se ha llamado «un desastre natural inducido bélicamente». El objetivo de la operación era detener a las tropas japonesas que avanzaban, siguiendo una estrategia de «utilizar el agua como un sustituto de los soldados» (yishui daibing). Quedó inundada una superficie de unos 54 000 km², causando la muerte a entre 500 000 y 900 000 vidas chinas, junto con un número desconocido de soldados japoneses. La inundación impidió que el ejército japonés tomase la ciudad de Zhengzhou, pero no les impidió alcanzar su objetivo de capturar la ciudad de Wuhan, la entonces capital provisional de China.

## Geografía

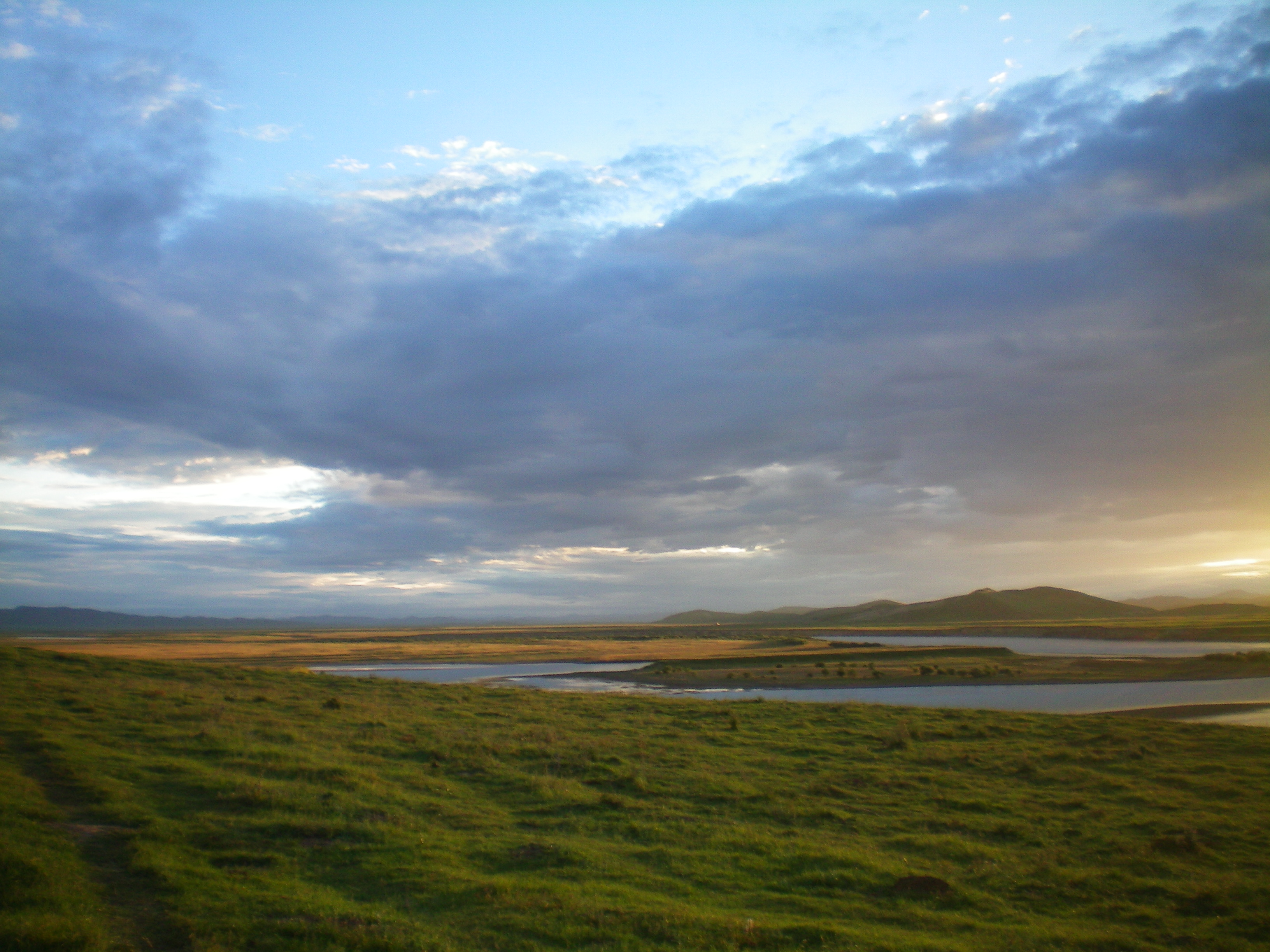
Zoigê, Sichuan.

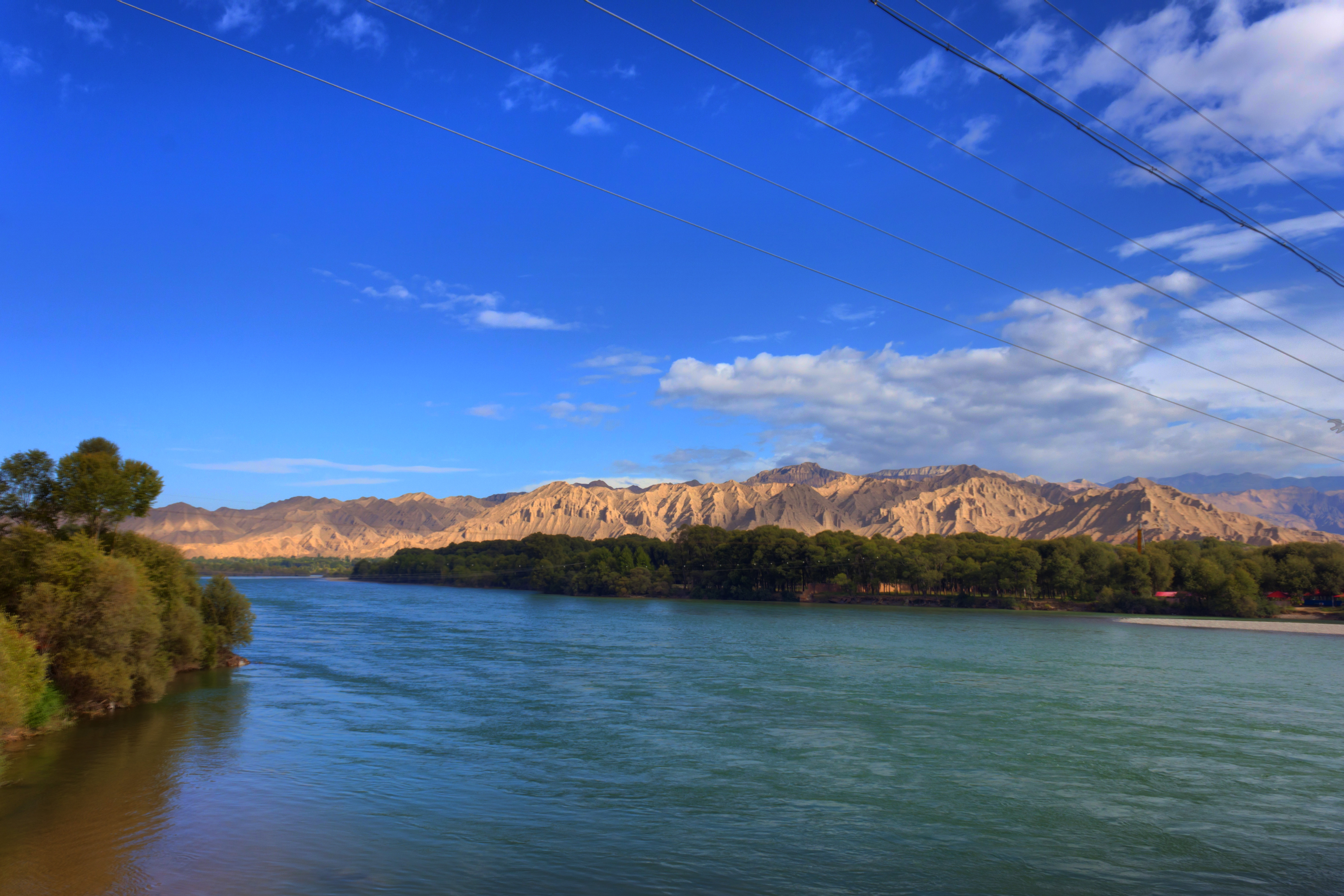
Guide, provincia de Qinghai río arriba de la meseta de Loes.

El nacimiento del río Amarillo está en las montañas de Bayan Har, cerca del borde oriental de la prefectura autónoma tibetana de Yushu (34°29'31,1"N, 96°20'24,6"E). Las principales fuentes drenan en el lago Zaling y en el lago Eling, en el extremo occidental de la Prefectura autónoma tibetana de Golog en las montañas de Bayan Har, en la provincia de Qinghai, en el extremo oeste de China. En la cuenca del Zoige, a lo largo del límite con la provincia de Gansu, el río Amarillo describe un meandro hacia el noroeste y luego al noreste antes de girar hacia el sur, creando el conocido como meandro de Ordos, y luego fluye en dirección generalmente este a través del norte de China hasta alcanzar el golfo de Bohai, drenando una cuenca de 752 443 km² que alimenta 140 millones de personas con agua potable y riego.
El río Amarillo atraviesa siete provincias y dos regiones autónomas actuales, a saber (de oeste a este): Qinghai, Gansu, Ningxia, Mongolia Interior, Shaanxi, Shanxi, Henan y Shandong. Las principales ciudades a lo largo del curso actual del río Amarillo son, también de oeste a este: Lanzhou, Yinchuan, Wuhai, Baotou, Luoyang, Zhengzhou, Kaifeng y Jinan. La desembocadura actual del río Amarillo se encuentra en Dongying, Shandong.
El río se considera dividido habitualmente en tres secciones, aproximadamente coincidentes con el noreste de la meseta tibetana, el meandro de Ordos y la llanura del Norte de China.

### Curso superior

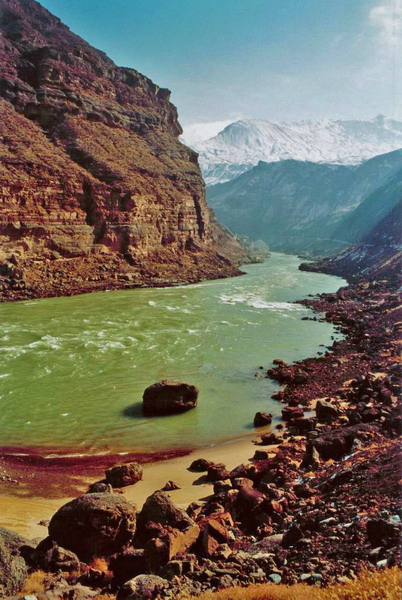
Cerca de Xunhua, en el este de la provincia de Qinghai.

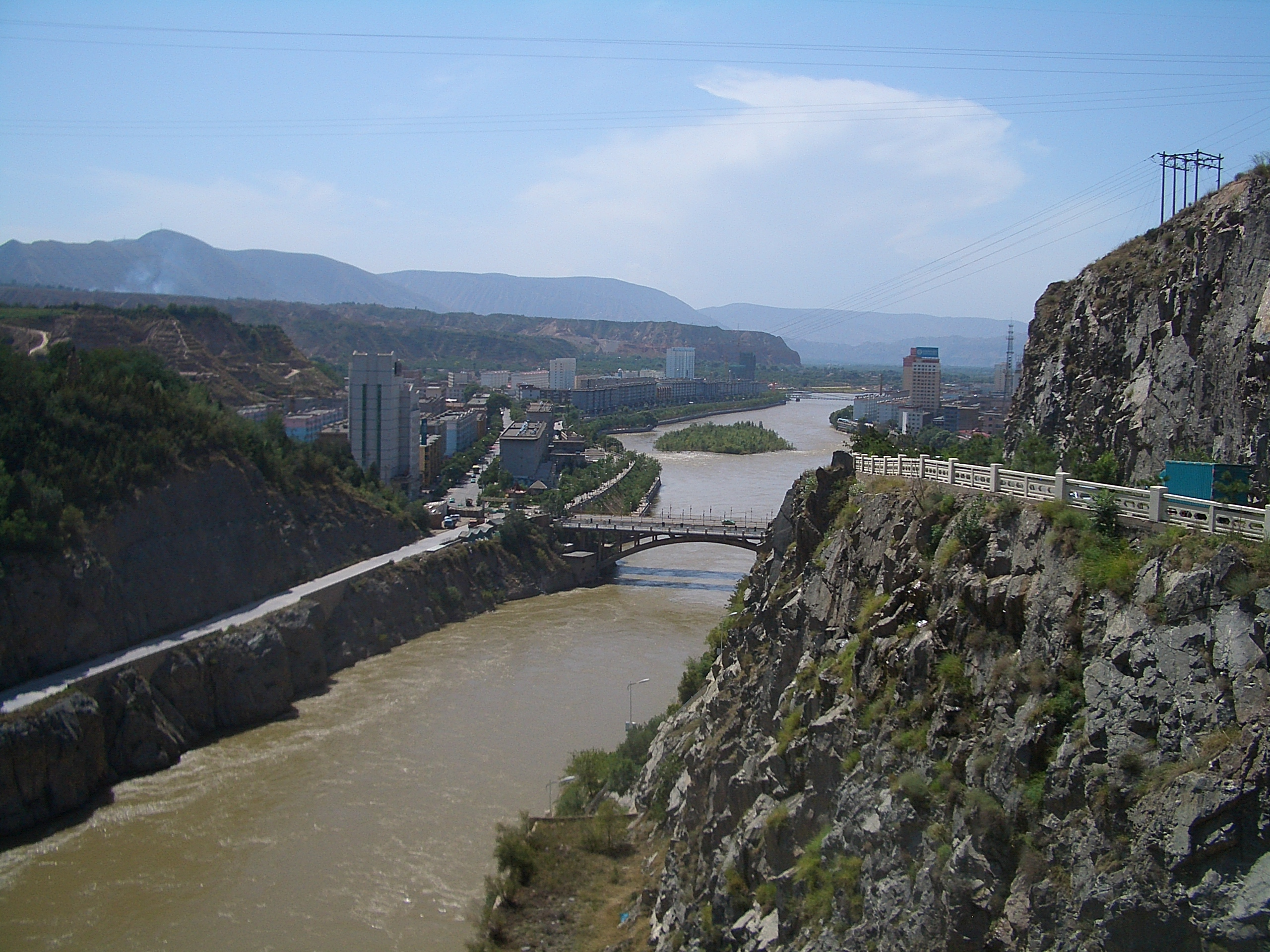
Liujiaxia, provincia de Gansu.

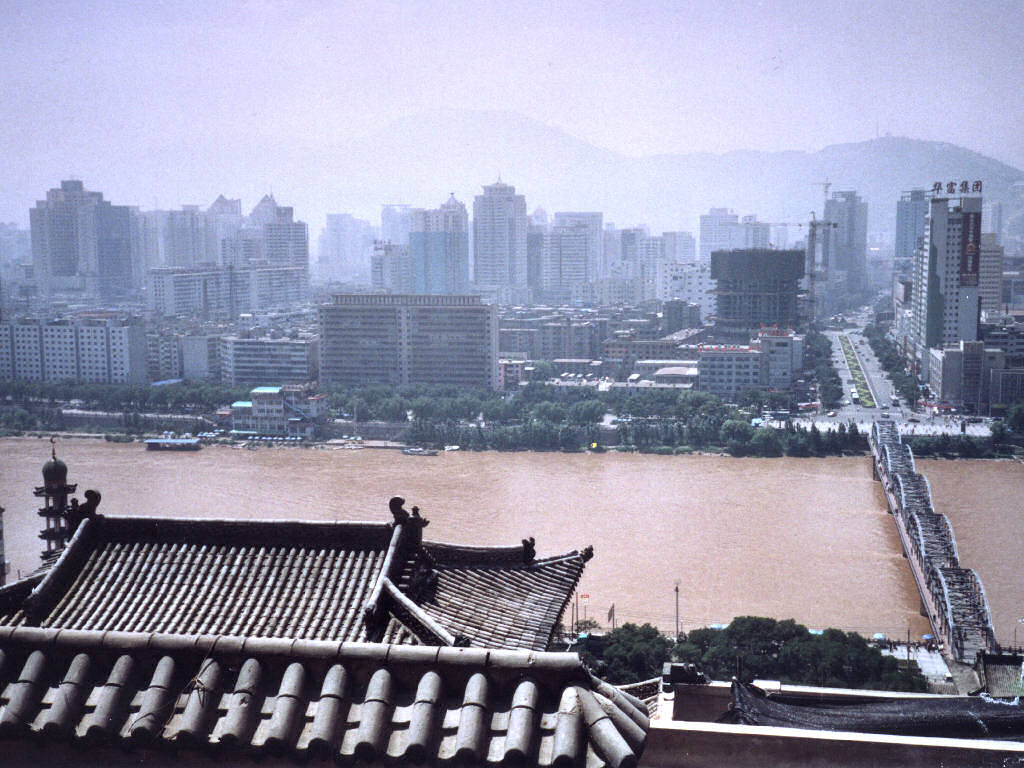
El río en Lanzhou, capital provincial de Gansu, al final de la parte montañosa del curso alto.

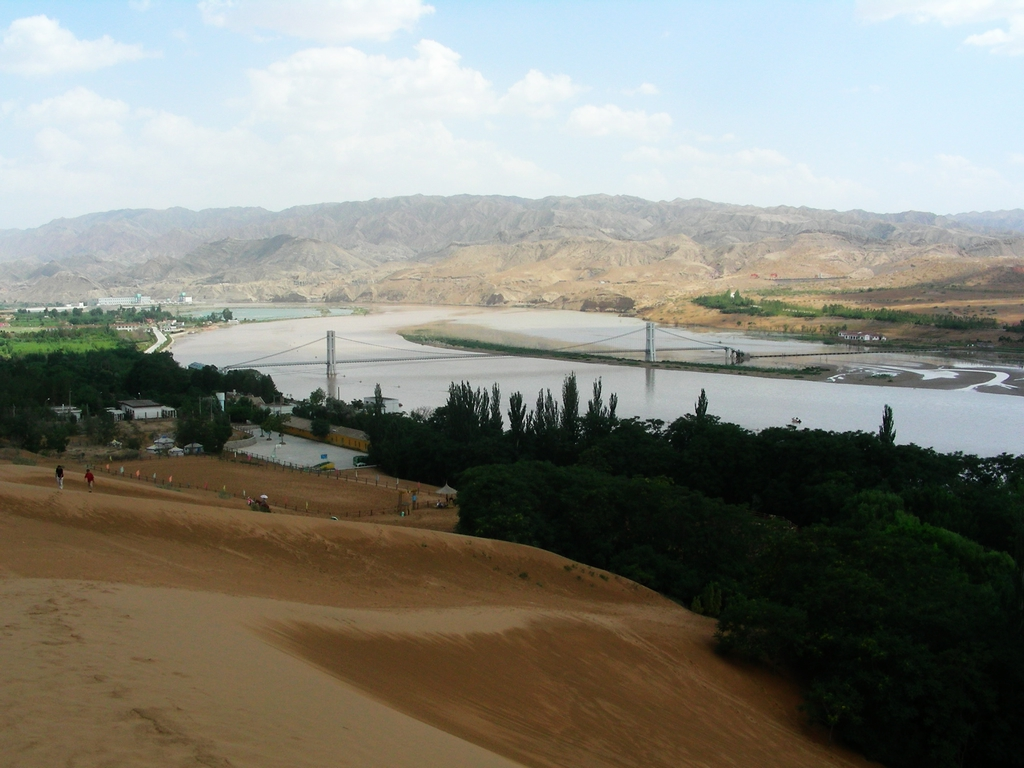
El río en Shapotou, Ningxia.

El curso superior del río Amarillo constituye la sección que comienza en su origen en las montañas de Bayan Har, en el límite de la meseta tibetana, y termina en la ciudad de Hekou (condado de Togtoh), en Mongolia Interior, en el tramo conocido como el meandro de Ordos, justo antes de que el río gire bruscamente hacia el sur. Esta sección tiene una longitud total de 3472 km, siendo el área total de la cuenca drenada de 386 000 km², el 51,4 % del total de la cuenca. En este recorrido el río desciende 3496 m, con una pendiente media del 0,10 %.
Las fuentes del río Amarillo se localizan en la parte centroseptentrional de la meseta tibetana, en una región de pastizales, pantanos y montículos localizada entre las montañas de Bayan Har, localizadas al suroeste y de orientación NE-SO, y las montañas Anemaqen (Amne Machin), paralelas a las anteriores por el noroeste. El agua de estas fuentes es clara y fluye constantemente. Enseguida se agrupan en lagos cristalinos, característicos de esta parte de la cuenca alta, que drenan en general a través de pequeños canales hacia el Amarillo. Además, algunos de estos lagos son atravesados por el propio río, como el lago Zaling —con una superficie de 526 km² y un volumen de 4700 hm³— y el lago Eling —con 610 km² y un volumen de 10 800 hm³—, que situados a más de 4250 m, son los dos mayores lagos de meseta de agua dulce del país. Una parte significativa de la región en la zona de origen del río Amarillo ha sido designada como Reserva Natural para proteger una zona en la que nacen además otros dos grandes ríos: el Yangtsé y el Mekong.
Primero el río se dirige en dirección sureste, discurriendo durante varios cientos de kilómetros por la vertiente suroeste de las montañas Amne Machin, cruzando todo a lo largo la prefectura autónoma tibetana de Golog. Pasa por las localidades de Maduo, Darlag y alcanza la frontera suroriental de Qinghai, para adentrarse en un corto tramo en la provincia de Gansu. En este tramo, en la Prefectura autónoma tibetana de Gannan, el río describe una cerrada curva de casi 180° que lo encamina hacia el noroeste, siendo en algunos trechos el río frontera provincial: en varios tramos, entre Qinghai-Gansú y, también en varios, entre Gansú-Sichuan. Prosigue el río hacia al noroeste, pasando por Maqu y volviendo a internarse en la provincia de Qinghai, discurriendo primero por el fondo del valle de la vertiente noreste de las mismas montañas Amne Machin y luego atravesándolas por cerradas y sinuosas gargantas. Es un tramo de 200−300 km a través de las prefecturas de Huangnan, Hainan y Haidong, con escarpados y altos acantilados a ambos lados del río. El cauce es estrecho y el descenso medio es grande, por lo que el flujo en esta sección es turbulento. Además cuenta con 20 gargantas en el tramo, donde el río va virando de nuevo hacia el noreste, cruzando las montañas Amne Machin y entrando en una zona en la que se han construido varias presas.
De nuevo en Gansu, el río sigue aún en terreno montañoso y llega la zona del templo Bingling, donde se encuentran una serie de grutas que tienen esculturas budistas excavadas en la roca. Enseguida alcanza la última de las presas de esta sección en el condado de Yongjing, donde recibe por la derecha al río Daxia y luego enseguida al largo río Tao.
Sigue el río hacia el este hasta alcanzar Lanzhou, la capital provincial de Gansu, con 3 616 163 habitantes en 2010, la mayor ciudad del curso alto del río. Al norte de Xining, el corredor de Hexi o de Gansu discurre a lo largo del límite norte de la meseta tibetana y, junto con el valle de Wei, fue la principal ruta de la seda desde la propia China hasta alcanzar la cuenca del Tarim y luego ir más al oeste. Aguas abajo de Lanzhou, el río Amarillo sigue hacia el norte, por una garganta que atraviesa los condados de Gaolan y Baiyin, Jingyuan y Jingtai. Todavía en zona montañosa entra en la Región Autónoma Hui de Ningxia.
Entra en Nixia y al poco emerge de las montañas y alcanza la ciudad de Zhongwei. Sigue por un corto tramo rumbo al este, con el desierto de Tengger, en Mongolia Interior, en el norte, y zonas de colinas al sur. Gira hacia el norte, ya en una amplia zona de vastas llanuras aluviales, la meseta de Hetao, un región desértica de meseta de unos de 900 km de longitud y de 30 a 50 km de anchura. Avanza a través de un país seco hasta pasar la presa de Qingtongxia (garganta de Qingtong), que irriga amplias zonas de regadío en torno a la ciudad de Wuzhong. Continúa hacia el norte por la llanura de Yinchuan, dejando atrás la ciudad de Yinchuan, la capital de Ningxia, con las montañas Helan, al oeste, y el gran desierto de Ordos, al este. El río recorre la punta norte de Ningxia y tras pasar por la ciudad de Shizuishan y cruzar las últimas estribaciones de las montañas Helan entra en la región autónoma de Mongolia Interior.
Entra en la meseta de Hetao, una zona desértica y de praderas, con muy pocos afluentes y un discurrir lento, alcanzando pronto la gran ciudad de Wuhai, con un importante aeropuerto y un nudo ferroviario que la conecta con el resto de ciudades de Mongolia Interior. Sigue después el río Amarillo en su avance al norte a través de una gran área irrigada en torno a Dengkou y Bayannur, otra importante ciudad que contaba con 520 300 habitantes en 2010. El río vira luego al este cerca de Linhe, al encontrarse con las montañas Lang, que lo cierran por el noroeste. Continúa el río hacia el este pasando al sur del lago Ulansuhai Nur (233 km²), por otra zona de regadío entre las montañas y desierto hacia el sureste. En el centro de esta franja está la ciudad de Baotou emplazada cerca del desierto de Gobi.
Aguas abajo, todavía discurriendo hacia el este, el Amarillo llega al final de su curso alto, justo cuando pasa la ciudad de Hekou (condado de Togtoh) donde el río se vuelve repentinamente hacia el sur y entra en la gran meseta de Loes.

### Curso medio

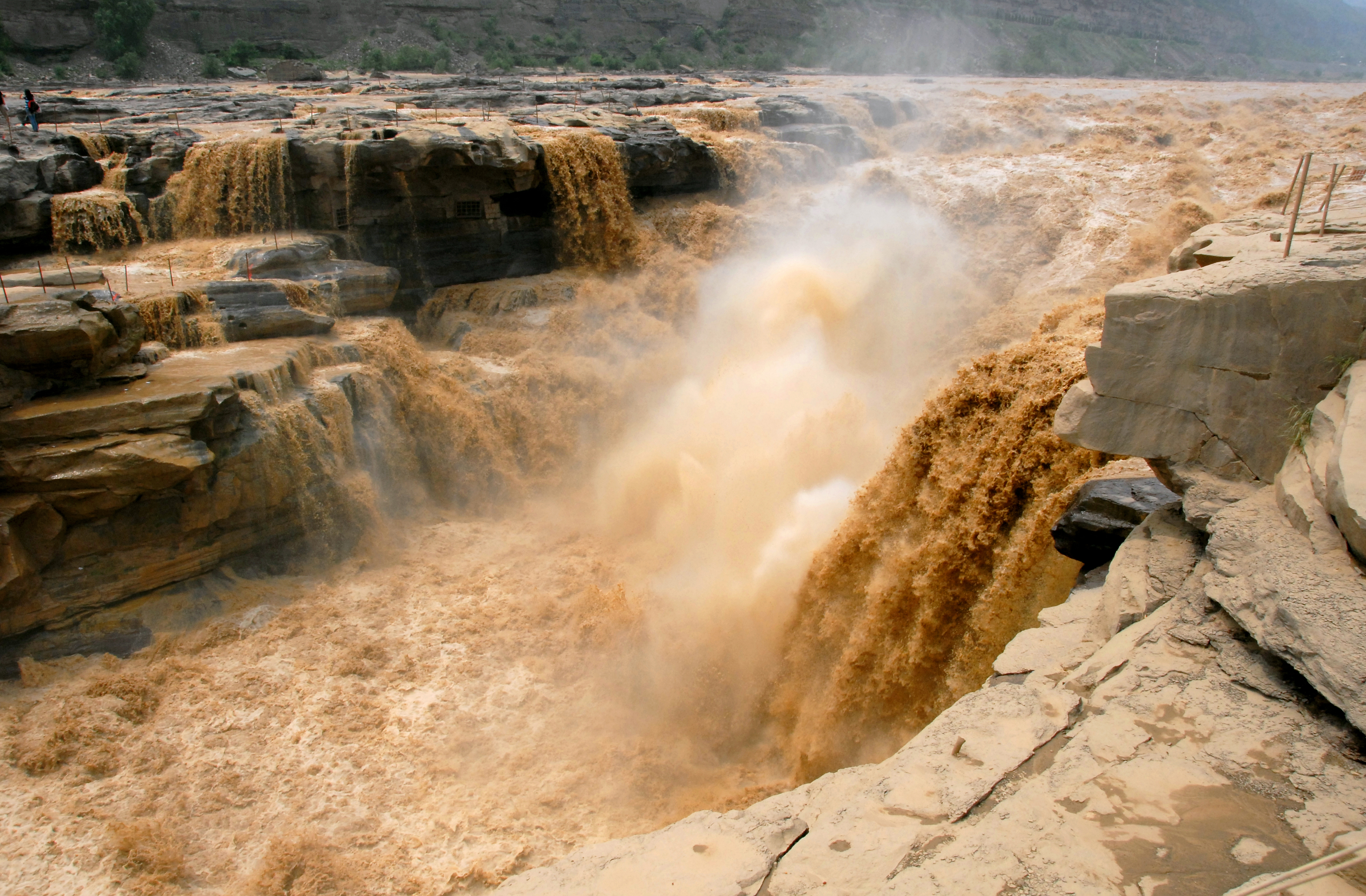
La catarata de Hukou en el curso medio.

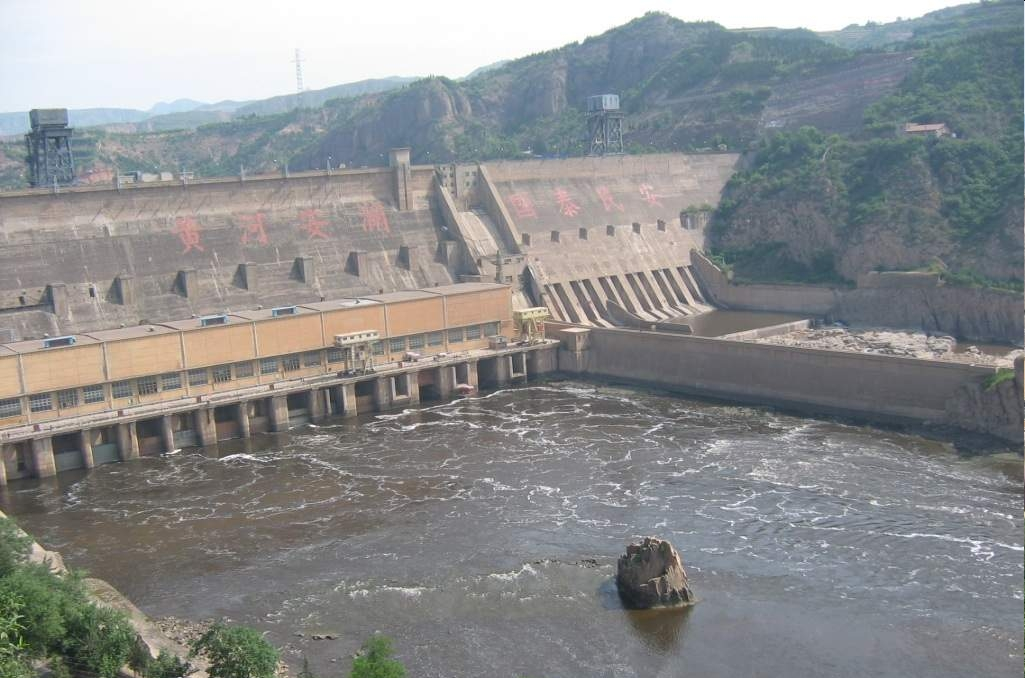
Presa de Sanmenxia, aguas abajo de Sanmenxia.

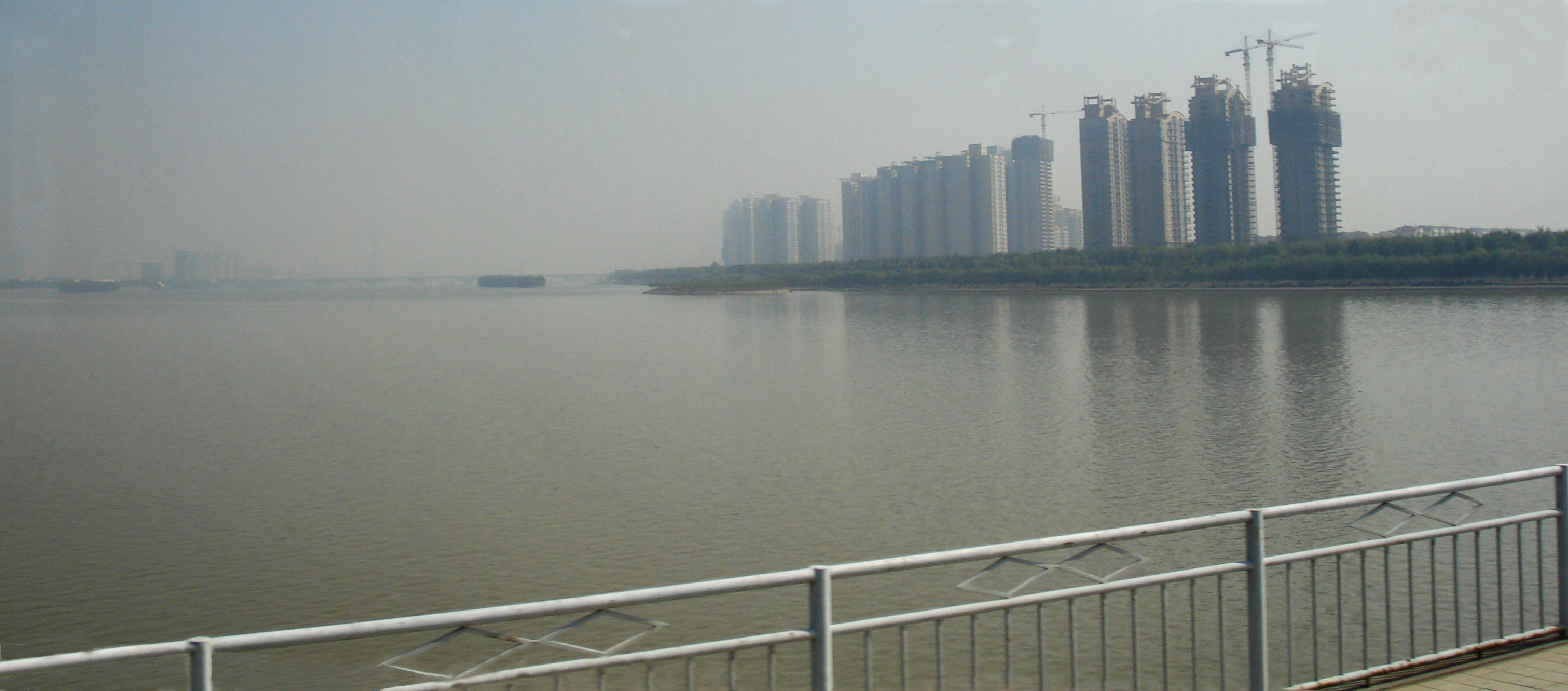
El río en Luoyang, provincia de Henan.

El curso medio del río Amarillo es la parte entre la ciudad de Hekou (condado de Togtoh), en Mongolia Interior, y Zhengzhou, en Henan. Tiene 1206 km de largo, con una cuenca de 344 000 km² (el 45,7 % del total), y con un desnivel acumulado de 890 m, siendo la pendiente media del 0,074 %. En este tramo intermedio el río recibe 30 grandes tributarios y su caudal se incrementa en un 43,5 %. El curso medio contribuye con el 92 % de los sedimentos del río.
Se inicia este curso medio cuando el Amarillo se adentra en la meseta de Loes, discurriendo en dirección sur por el fondo de una garganta de al menos 60 m por debajo de las colinas circundantes en una región sin apenas ciudades importantes. El río llega pronto al límite provincial, siendo en un tramo la frontera entre Mongolia Interior y la provincia de Shaanxi. En este tramo fronterizo llega primero al embalse de la presa de Wanjia —donde hay una derivación de aguas para suministrar agua a las ciudades de Taiyuan, Shuozhou y Datong, localizadas al este— y luego al embalse de Longkou. En una zona ancha después de pasar el largo cañón, hay un largo e importante puente, el de Longkou, que cruza el río. Se inicia a continuación otro tramo en el que el Amarillo será límite fronterizo, esta vez entre los provincias de Shanxi y Shaanxi.
Sigue hacia el sur, por la vertiente occidental de las montañas Lüliang y pasa por las pequeñas ciudades de Jia Xian y Wubu y luego recibe, por la derecha, al río Wuding, de unos 170 km. Sigue al sur a través de la serie continua más larga de valles de su curso principal, llamados colectivamente valle de Jinshan. La catarata de Hukou, la segunda mayor del país por volumen de agua, está en la parte inferior de este valle.
El río sale de la garganta y de la zona montañosa cerca de la ciudad Hancheng, adentrándose en la llanura de Guanzhong. Pasa por la ciudad de Sunji y luego recibe por la derecha al río Fen, procedente del noroeste, y luego al río Wei, el más largo de todos sus tributarios, que llega desde el oeste. En su unión con el Wei, el río Amarillo gira al este, y casi inmediatamente llega a un punto trifinio entre las provincias de Sanxi, Saanxi y Henan. El río sigue siendo frontera, está vez entre Sanxi y Henan, y alcanza pronto el paso de Hangu, un paso estratégico en la antigua China, entre las antiguas tierras del estado de Qin y las llanuras centrales del país en el que se celebraron muchas antiguas batallas famosas. Llega luego el río a Sanmenxia, ya en la cola (de unos 250 km) del embalse de la presa de Sanmenxia.
El río entra en un nuevo tramo montañoso y en medio de él deja de ser frontera y se interna en la provincia de Henan. Llega a una nueva zona embalsada, la de la presa de Xiaolangdi, con una cola de unos 130 km. Sale de la zona montañosa y se interna en la llanura del norte de China. Luego recibe por la derecha al río Luo y pasa por la antigua ciudad de Chenggao. El río, ya plenamente de llanura, comienza a tener grandes y cambiantes islas fluviales en su curso y llega a Zhengzhou, la capital de Henan, que marca el final del curso medio.

### Curso bajo
En el curso inferior o parte baja, desde Zhengzhou al mar, con una distancia de 786 km, el río está confinado en un curso formado por diques a medida que fluye hacia el noreste a través de la llanura del Norte de China, antes de desembocar en el golfo de Bohai. El área de la cuenca en este tramo es de 23 000 km², solo el 3 % del total, con pocos afluentes añadiéndose a la corriente principal. Casi todos los ríos cercanos que desaguan en dirección sur lo hacen en el río Huai, mientras que los que se encaminan al norte lo hacen en el río Hai. La caída total del curso bajo es de 93 m, con una pendiente media de solamente el 0,012 %.
Los limos recibidos del curso medio forman sedimentos aquí, elevando el lecho del río. Durante 2000 años de construcción de diques, el depósito excesivo de sedimentos ha elevado el lecho del río varios metros por encima del suelo circundante.
Comienza el tramo bajo después Zhengzhou manteniendo el río su dirección hacia el este y llegando enseguida a Kaifeng, y donde el curso está 10 m elevado sobre el nivel del suelo circundante. Luego el río vira hacia el noreste, una dirección que mantendrá en general hasta su desembocadura. Al poco vuelve a ser límite provincial, está vez entre Henán (NO) y Shandong (NE), donde se interna a continuación. Cerca del límite provincial, el Amarillo pasa muy cerca, por el noroeste del lago Dongping (de 148 km²), que desagua en el Amarillo por un emisario de corta longitud. Sigue el río en su avance al NE, llegando a la gran ciudad de Jinan, la capital provincia. Llega después a la ciudad de Binzhou y al poco a Lijin, y tras pasar algo al norte de la ciudad de Dongying, desemboca en la bahía de Laizhou, en el mar de Bohai.

### Afluentes

Principales ciudades a lo largo del río Amarillo.

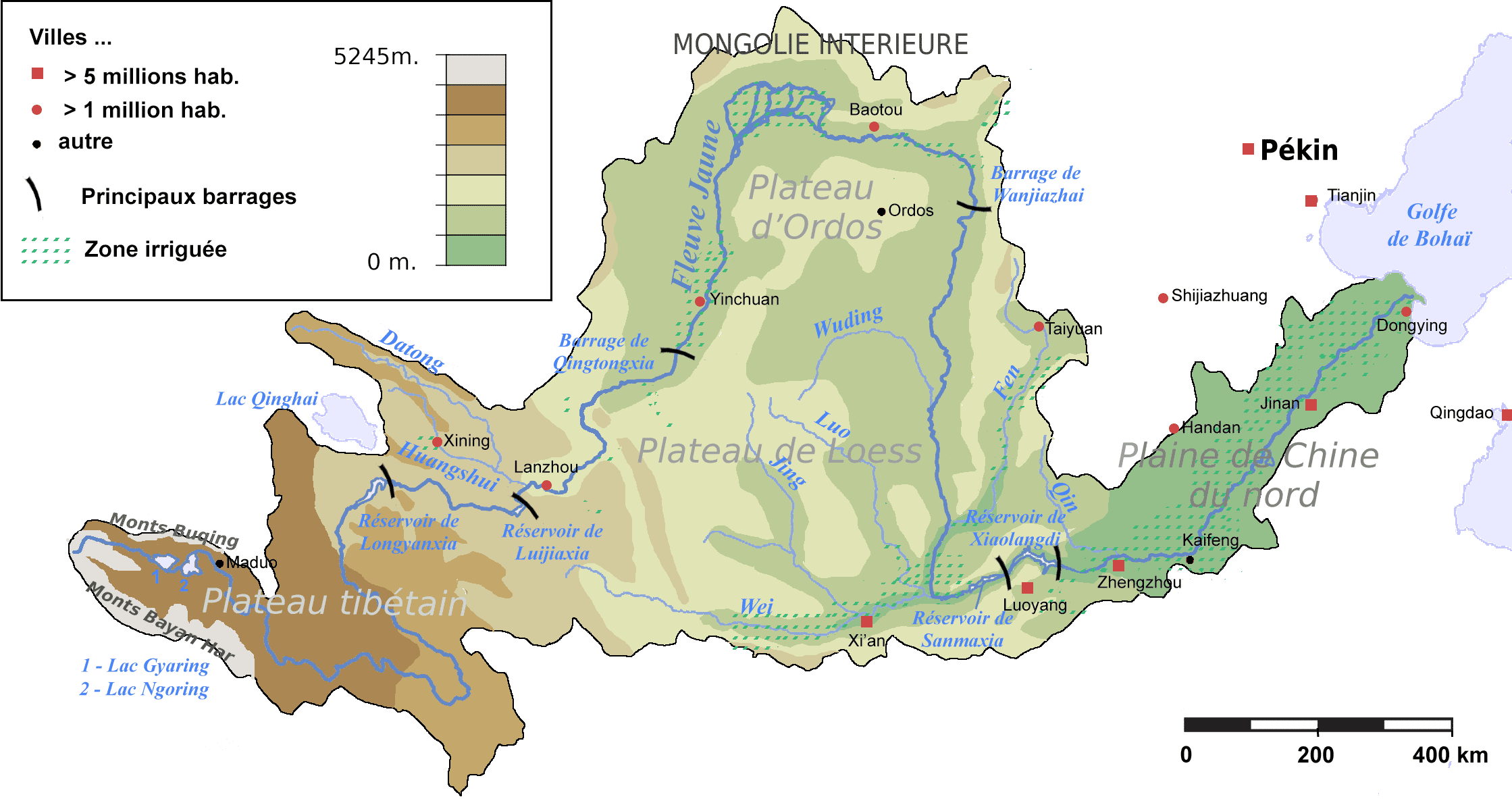
Principales características de la cuenca del Amarillo (rotulado en francés)

Los principales afluentes del río Amarillo, en dirección aguas abajo, son:
- río Blanco (白河);
- río Daxia (大夏河), afluente por la derecha de 203 km de longitud;
- río Tao (洮河), afluente por la derecha de 673 km;
- río Huang Shui (湟水), afluente por la izquierda de 374 km y una cuenca de 3200 km²;
  - río Datong, de  560 km y una cuenca de 15 130 km². El ramal Huang Shui-Datong es mucho más largo que el Huang Shui;
- río Zhuanglang (庄浪河), de 184,8 km y una cuenca de 4008 km²;
- río Zuli (祖厉河/祖厲河);
- río Qingshui (清水河), de 219 km, una cuenca de 6611 km² y un caudal de 117 m³/s;
- río Dahei (大黑河);
- río Kuye (窟野河);
- río Wuding (无定河/無定河), afluente por la derecha de 490 km y con una cuenca de 30 000 km²;
- río Fen (汾河), afluente por la izquierda de 694 km y con una cuenca de 39 417 km²;
- río Wei (渭河), afluente por la derecha, el más largo de todos los tributarios, con 818 km y una cuenca de 135 000 km²;
- río Luo (洛河), afluente por la derecha de 420 km;
- río Qin  (沁河), afluente por la izquierda de 485 km y con una cuenca de 13 500 km²;
- río Dawen (大汶河), de 208 km.

## Características

La expansión del delta del río Amarillo 1989 a 2009 en intervalos de cinco años.

El río Amarillo destaca por la gran cantidad de limo que transporta —1,6 millones de toneladas anualmente en el punto en que desciende de la meseta de Loes. Si lleva el suficiente volumen de agua para alcanzar el mar, deposita en él 1,4 millones de toneladas cada año. Una estimación del limo da unos 34 kg/m³, que deben compararse con los 10 kg/m³ del río Colorado y los solamente 1 kg/m³ del río Nilo.
Su caudal medio se dice que es 2110 m³/s (32 000 m³/s en el Yangtzé), con un máximo de 25 000 m³/s y un mínimo de 245 m³/s. Sin embargo, desde 1972, a menudo se seca antes de llegar al mar. El bajo volumen es debido al creciente riego agrícola, que aumentó en un factor de cinco desde 1950. El agua desviada del río a partir de 1999 sirvió para proporcionar agua a 140 millones de personas y regar 74 000 km² de tierra. El delta del río Amarillo comprende unos 8000 km². Sin embargo, con la disminución de los limos que llegan al mar, se ha informado también de que disminuye ligeramente cada año desde 1996 por la erosión.
El mayor volumen se produce durante la temporada de lluvias, de julio a octubre, cuando fluye el 60 % del volumen anual del río. La demanda máxima para el riego se da entre marzo y junio. Con el fin de almacenar el exceso de agua para su uso cuando sea necesario y para el control de inundaciones y la generación de electricidad, se han construido varias presas, pero su expectativa de vida es limitada debido a la alta carga de sedimentos. Se ha propuesto un Proyecto de Transferencia de Agua Sur-Norte que involucra varios planes para desviar agua del río Yangtze: uno en las cabeceras occidentales de los ríos, donde se encuentran más cercanas; otro desde los tramos superiores del río Han; y un tercero utilizando el trazado del antiguo Gran Canal de China.
Debido a su pesada carga de sedimentos el río Amarillo es una corriente depositaria —es decir, deposita parte de su carga llevada de suelo en su cama en tramos en los que fluye lentamente—. Estos depósitos elevan el lecho del río que fluye entre diques naturales en su curso inferior. En caso de ocurrir una inundación, el río puede romper los diques y anegar la llanura de inundación circundante y adoptar un nuevo rumbo.

### Polución e inundaciones
En 2018, dos tercios del caudal del río Amarillo estaban prácticamente inutilizados para el consumo y buena parte de su cuenca se veía afectada por la contaminación de las aguas subterráneas y superficiales. Durante décadas el gobierno chino ha buscado soluciones al problema. En 2008, The Guardian presentó un informe "El río madre de China: el río Amarillo", alegando que la severa contaminación ha hecho un tercio del río Amarillo inservible incluso para uso agrícola o industrial, debido a los vertidos de fábricas y aguas residuales de ciudades en rápida expansión. En 2008, un estudio señaló que el río había recibido 4290 toneladas de desechos en 2007, por lo que solo el 16 % de sus aguas registraron un nivel de calidad uno o dos, considerados según los cánones chinos aptos para el consumo.
Por otra parte, la causa de las inundaciones es la gran cantidad de loess que transporta el río desde la meseta de Loes, que luego se deposita en la parte inferior de su curso. La sedimentación provoca que se creen, por lenta acumulación, presas naturales y, sobre todo, diques naturales, con lo que las orillas del río van creciendo sobre la llanura de inundación quedando muchas veces el nivel superior de las aguas por encima del nivel promedio de dicha llanura. Los diques naturales sufren alteraciones continuas e impredecibles por la propia dinámica fluvial de los ríos de escasa pendiente, agravado en este caso por la finura y cantidad de los sedimentos acarreados por el río Amarillo. Finalmente, la enorme cantidad de agua tiene que encontrar una manera nueva de alcanzar el mar y se desborda a través de la llanura del Norte de China, a veces encontrando un curso nuevo. La respuesta tradicional china de ir construyendo diques a lo largo de los orillas cada vez más altos, también contribuyó a veces a la gravedad de las inundaciones: cuando las aguas rompían las diques la mayor altura de los mismos impedía que el agua pudiera volver nuevamente al cauce, como haría después de una inundación normal, ya que el lecho termina por estar incluso más alto que el campo que lo circundaba.
Antes de la construcción de las presas modernas, el río Amarillo era muy propenso a las inundaciones. A partir del siglo VIII, debido a la erosión del suelo de la meseta de Loes, han ocurrido desastres como inundaciones y aluviones. Según los registros históricos, en los últimos 2000 años han tenido lugar más de 1500 inundaciones en el curso inferior del río Amarillo y 26 aluviones graves. Antes de la moderna gestión de desastres, cuando se producían las inundaciones una parte de la población moría inicialmente por ahogamiento, pero muchos más se veían afectados por la hambruna y la propagación de enfermedades que seguían después.
Otra fuente histórica de inundaciones devastadoras fue el colapso repentino de presas de hielo que se localizaban en su curso alto, en Mongolia Interior, con la liberación brusca de grandes cantidades de agua embalsada. En el siglo pasado hay constancia de 11 inundaciones importantes de estas, que provocaron tremendas pérdidas de vidas y bienes. Sin embargo, desde comienzos de los años 1980 el río no ha registrado inundaciones graves con un caudal de más de 10 000 m³ por segundo, lo que supone un creciente riesgo de inundaciones graves.

## Fauna y flora
Las comunidades florales y faunísticas de la cuenca del río varían ampliamente, dependiendo de la ubicación. La vegetación en la región alta de curso superior es escasa y tundral. Del mismo modo, el duro clima seco de la sección de la meseta de Ordos de la cuenca del río mantienen poca vida vegetal aparte de los pastos y arbustos. La fauna silvestre también está limitada tanto por las condiciones naturales como por la ocupación humana de la tierra. Hay pequeñas poblaciones de ungulados en los tramos altos del río, incluidas especies raras como el yak salvaje y el antílope tibetano, así como poblaciones de ciervos almizcleros y sikas en los sectores bajos en la cuenca. Las especies acuáticas en el río incluyen el pez remo chino y la carpa sin escamas del río Amarillo.

## Infraestructuras
Según se informó en 2000, las 7 mayores plantas hidroeléctricas (Longyangxia, Lijiaxia, Liujiaxia, Yanguoxia, Bapanxia, Daxia y Qinglongxia) tenían ya en funcionamiento una capacidad instalada total de 5618 MW.

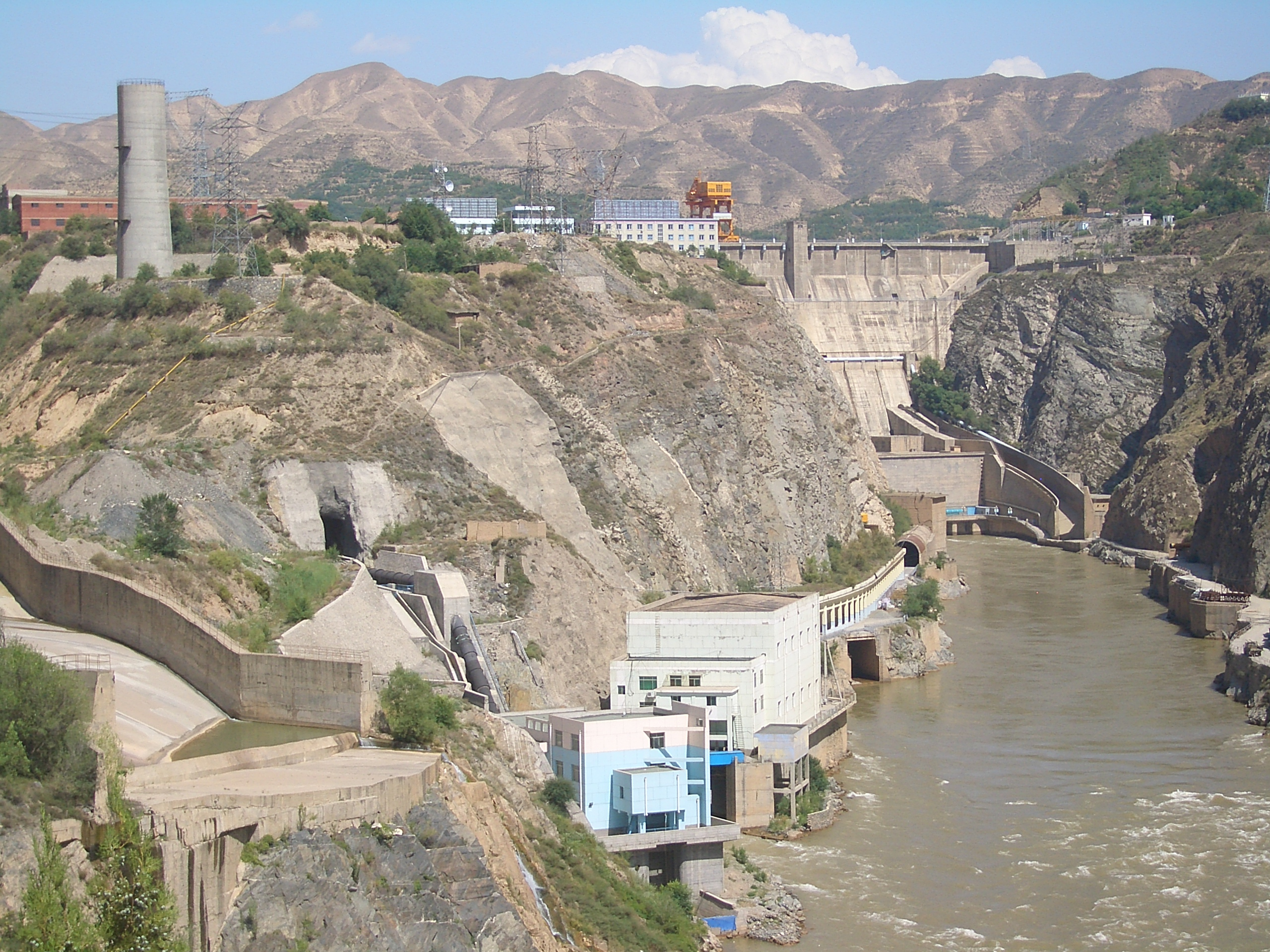
Presa de Liujiaxia.

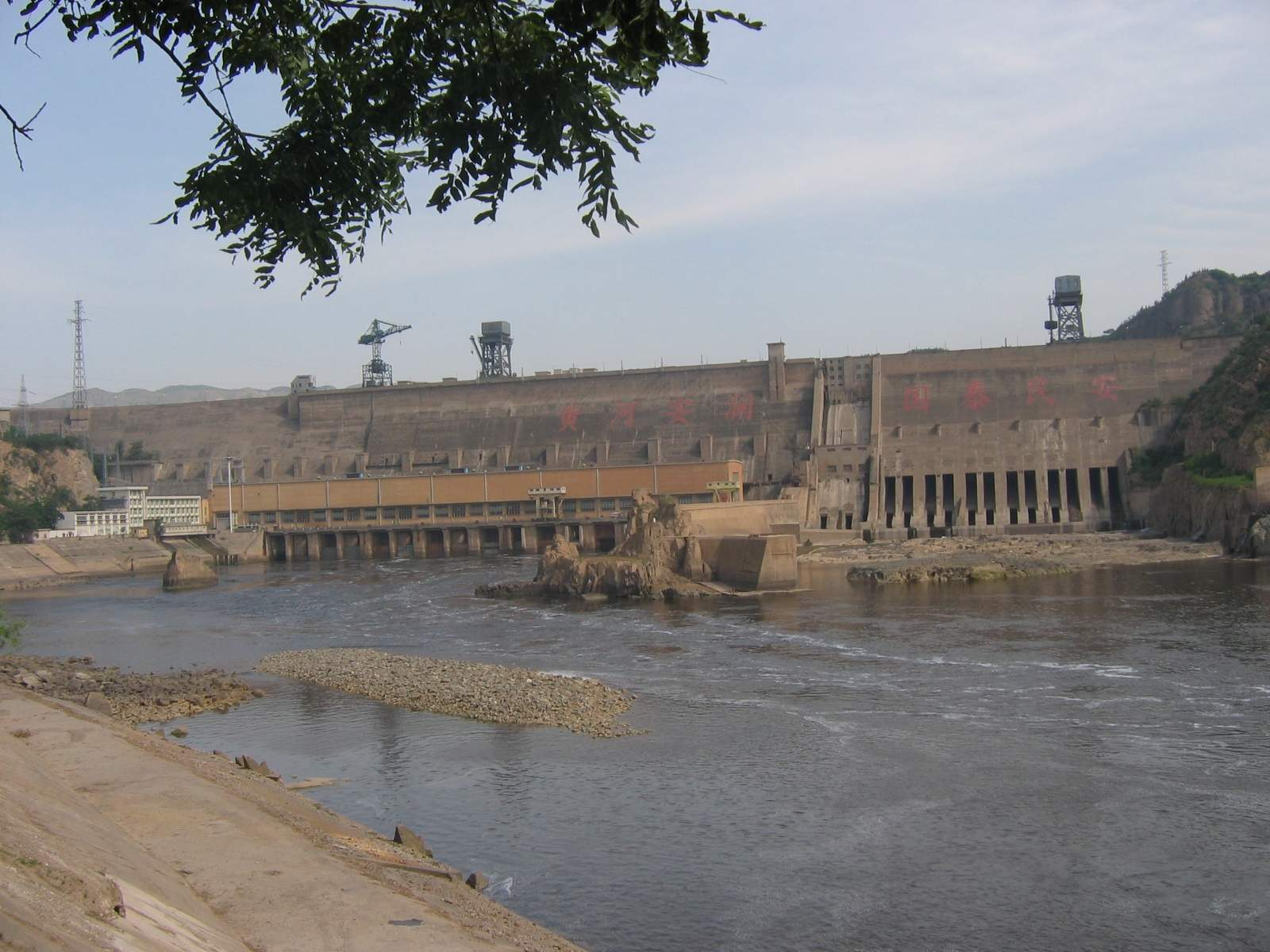
Presa de Sanmenxia.

| Presas               | Presas | Presas    | Puentes                  | Puentes           |
| Nombre               | Año    | Provincia | Nombre                   | Provincia         |
| -------------------- | ------ | --------- | ------------------------ | ----------------- |
| Sanmenxia            | 1960   |           | Shengli                  | Shandong          |
| Sanshenggong         | 1966   |           | Puente Autopista Binzhou | Shandong          |
| Garganta de Qingtong | 1968   | Ningxia   | Sunkou                   | Shandong          |
| Garganta de Liujia   | 1974   | Gansu     | Zhongshan                | Shandong          |
| Garganta de Yanguo   | 1975   | Gansu     | Jinan                    | Shandong          |
| Tianqiao             | 1977   |           | Kaifeng                  | Henan             |
| Garganta de Bapan    | 1980   | Gansu     | Zhengzhou                | Henan             |
| Longyangxia          | 1992   | Qinghai   | Sanmen                   | Shanxi y Henan    |
| Lijiaxia             | 1997   | Qinghai   | Hancheng Yumenkou        | Shanxi y Henan    |
| Garganta de Da       | 1998   |           | Yinchuan                 | Ningxia           |
| Garganta de Li       | 1999   |           | Baotou                   | Mongolia Interior |
| Wanjiazhai           | 1999   |           | Lanzhou                  | Gansu             |
| Xiaolangdi           | 2001   | Henan     | Zhongshan                | Gansu             |
| Gonboxia             | 2006   | Qinghai   | Dari                     | Qinghai           |
| Laxiwa               | 2010   | Qinghai   | Cruce de Zalinghu        | Qinghai           |
| Jishixia             | 2010   | Qinghai   |                          |                   |

## El río Amarillo en la cultura

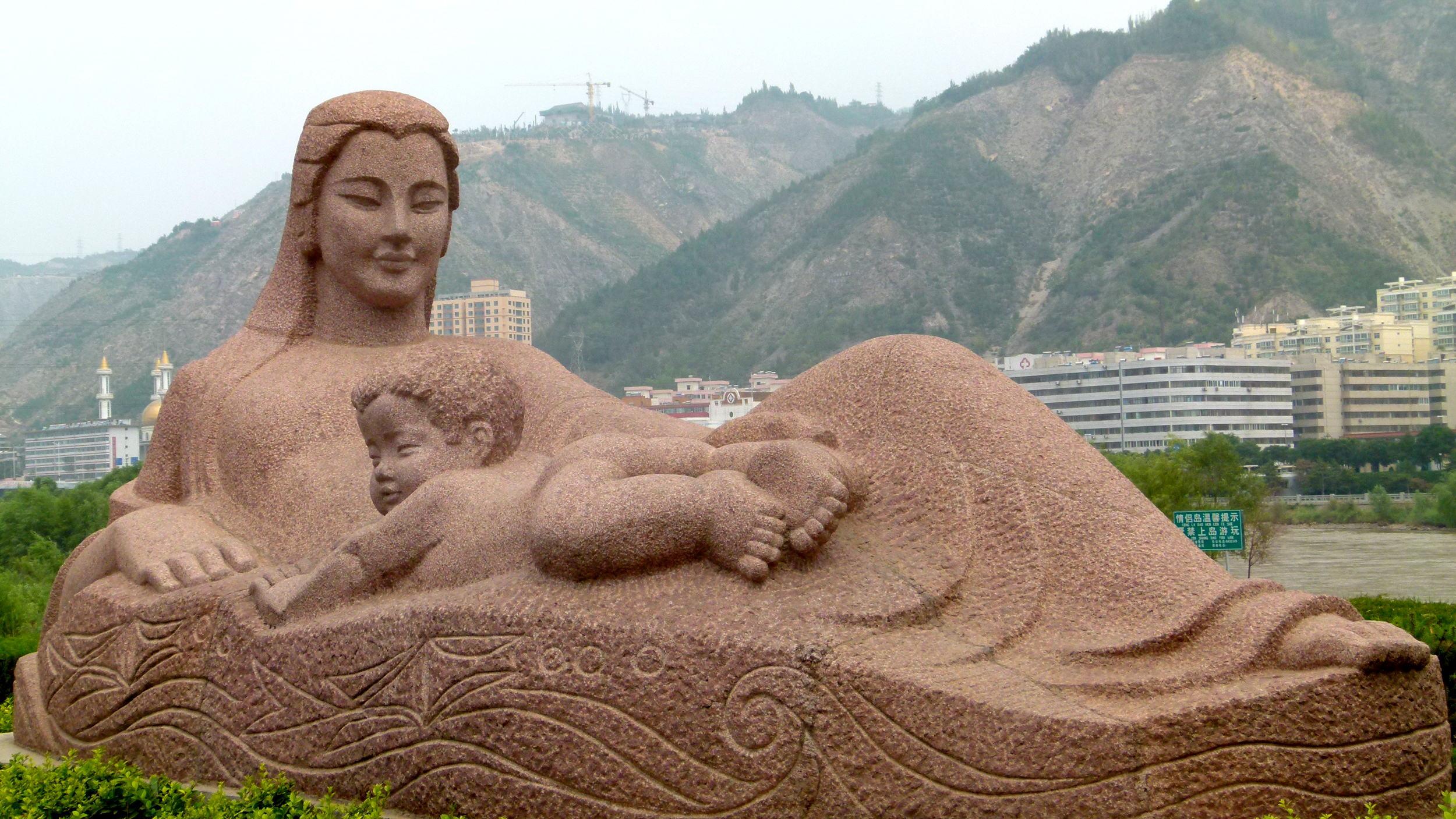
Monumento a «el río Madre».

En tiempos antiguos se creía que el río Amarillo fluía desde el cielo como una continuación de la Vía Láctea. En una leyenda china, se cuenta que Zhang Qian fue el encargado de encontrar la fuente del río Amarillo. Después de navegar río arriba durante muchos días, vio un rebaño de vacas y a una niña hilando. Al preguntarle a la niña dónde estaba, ella le entregó unas indicaciones para que se las mostrara al astrólogo Yen Chun-p'ing. Cuando regresó, el astrólogo lo reconoció como el servicio de transporte de la Hilandera (Vega), y, por otra parte, dijo que en el momento en que Zhang recibió las indicaciones, había visto una estrella errante interponerse entre la niña y el rebaño (Altair).
Las provincias de Hebei y Henan derivan sus nombres del río Amarillo. Sus nombres significan, respectivamente, «Norte del Río» y «Sur del Río».
Río Madre, Dolor de China.
Tradicionalmente, se cree que la civilización china se originó en la cuenca del río Amarillo. Los chinos se refieren al río como «el río Madre» y «la cuna de la civilización china». Durante la larga historia china, el río Amarillo ha sido considerado tanto una bendición como una maldición, siendo también apodado «orgullo de China» (en chino tradicional, 中國的驕傲; en chino simplificado, 中国的骄傲; pinyin, Zhōngguó de Jiāo'ào) y «dolor de China». (en chino tradicional, 中國的痛; en chino simplificado, 中国的痛; pinyin, Zhōngguó de Tòng).
Cuando el río Amarillo fluya claro
A veces, el río Amarillo es llamado poéticamente «corriente arcillosa» (en chino tradicional, 濁 流; en chino simplificado, 浊 流; pinyin, Zhuó  Liú). La expresión china «cuando el río Amarillo fluya claro» se utiliza para referirse a un acontecimiento que nunca va a suceder, y es similar a la expresión inglesa «cuando los cerdos vuelen». La expresión era usada como un buen presagio durante el reinado del emperador Yongle, junto con la aparición de animales auspiciosos legendarios como el qilin (una jirafa africana llevada a China por una embajada de Bengala a bordo de los barcos de Zheng He en 1414), el zouyu (sin identificar de forma clara) y otros fenómenos naturales extraños.